# لودویگ لاشنر
لودویگ لاشنر (انگلیسی: Ludwig Lachner; ۲۷ ژوئیهٔ ۱۹۱۰ – ۱۹ مهٔ ۲۰۰۳) بازیکن فوتبال اهل آلمان بود.
از باشگاه‌هایی که در آن بازی کرده‌است می‌توان به باشگاه فوتبال آینتراخت برانشوایگ و باشگاه فوتبال مونیخ ۱۸۶۰ اشاره کرد.
وی همچنین در تیم ملی فوتبال آلمان بازی کرده‌است.